# بروتوكول ألماتي

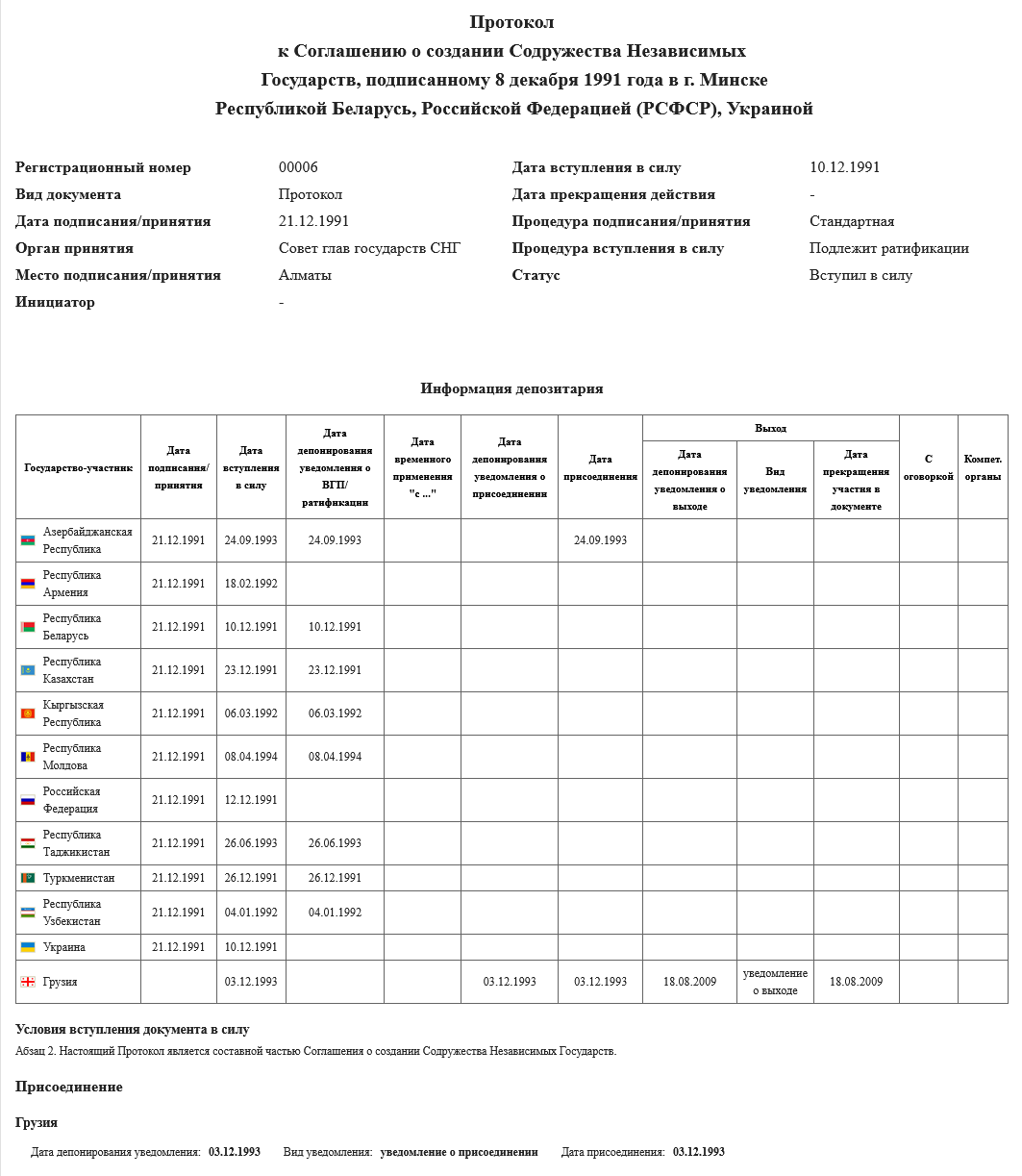
بروتوكول اتفاقية إنشاء رابطة الدول المستقلة المؤرخة في 21 ديسمبر 1991. المعلومات الواردة من الجهة المسؤولة عن إيداع الاتفاقية الدولية المنشورة في السجل الموحد للوثائق القانونية وغيرها من الوثائق لرابطة الدول المستقلة (تحت إشراف اللجنة التنفيذية لرابطة الدول المستقلة) اعتبارًا من عام 2024.

كانت بروتوكولات ألماتي بمثابة الإعلانات والمبادئ التأسيسية لرابطة الدول المستقلة وقد وافق قادة روسيا وأوكرانيا وبيلاروسيا على اتفاقيات بيلافيجا في 8 ديسمبر 1991، معلنين بذلك تفكك الاتحاد السوفيتي وتأسيس رابطة الدول المستقلة. وفي 21 ديسمبر 1991، وافقت أرمينيا وأذربيجان وبيلاروسيا وكازاخستان وقيرغيزستان ومولدوفا وروسيا وطاجيكستان وتركمانستان وأوكرانيا وأوزبكستان على بروتوكولات ألماتي، مؤسِّسةً رسميًا لرابطة الدول المستقلة. وضمَّت الاتفاقية الأخيرة الدول الثلاث الموقعة على اتفاقية بيلافيجا، فضلاً عن ثماني جمهوريات سوفيتية سابقة أخرى. ولم تشارك أربع جمهوريات سوفييتية سابقة في الاجتماع وهي: جورجيا، ودول البلطيق الثلاث ليتوانيا ولاتفيا وإستونيا. تعتبر دول البلطيق انضمامها إلى الاتحاد السوفييتي في عام 1940 غير قانوني. 
تألفت البروتوكولات من إعلان وثلاث اتفاقيات وملاحق منفصلة. إضافةً إلى ذلك، عُيّن المارشال يفغيني شابوشنيكوف قائدًا عامًا بالإنابة للقوات المسلحة لرابطة الدول المستقلة. ووُقِّعت معاهدة منفصلة بين بيلاروسيا وكازاخستان وروسيا وأوكرانيا "بشأن التدابير المتبادلة المتعلقة بالأسلحة النووية".
أزالت بروتوكولات ألماتي أي شك في أن الاتحاد السوفيتي لم يعد موجودًا "ككيان خاضع للقانون الدولي والواقع الجيوسياسي" (على حد تعبير ديباجة اتفاقيات بيلافيجا)، حيث أعلنت إحدى عشرة جمهورية من أصل اثنتي عشرة جمهورية متبقية تفكك الاتحاد السوفيتي. قبل الموقعون استقالة الرئيس السوفييتي ميخائيل جورباتشوف، الذي صرّح لشبكة سي بي إس نيوز بأنه سيستقيل عندما يرى أن رابطة الدول المستقلة أصبحت حقيقة واقعة. استقال غورباتشوف في 25 ديسمبر، وصوّت مجلس جمهوريات السوفييت الأعلى للاتحاد السوفييتي على زوال الاتحاد السوفيتي في 26 ديسمبر.

## اتفاقية بشأن مجالس رؤساء الدول والحكومات
تم التوصل إلى اتفاق مؤقت بشأن عضوية وسلوك مجالس رؤساء الدول والحكومات بين أعضاء رابطة الدول المستقلة في 30 ديسمبر 1991.

## اتفاقية بشأن القوات الاستراتيجية
تم التوصل إليها بين 11 عضوًا في رابطة الدول المستقلة في 30 ديسمبر 1991.

## اتفاقية بشأن القوات المسلحة وقوات الحدود
تم إبرامها بين أعضاء رابطة الدول المستقلة في 30 ديسمبر 1991.

## روابط خارجية
- بروتوكولات ألماتي (اللغة الروسية). أرشيف إيجور جايدار
- بروتوكولات ألماتي (اللغة الروسية)
- الترجمة بالانجليزية